# Dentitheca dendritica
Dentitheca dendritica is een hydroïdpoliep uit de familie Plumulariidae. De poliep komt uit het geslacht Dentitheca. Dentitheca dendritica werd in 1900 voor het eerst wetenschappelijk beschreven door Nutting. 